# Código de Trabajo (Costa Rica)
La ley n.º 2 de la República de Costa Rica o Código de Trabajo, promulgada el 1943 (81 años) por el Congreso Constitucional, es la ley costarricense que rige sobre las relaciones laborales entre patrones y obreros. Formó parte de los acuerdos impulsados por la alianza entre el gobierno de Rafael Ángel Calderón Guardia del Partido Republicano Nacional, el diputado Manuel Mora Valverde líder del partido comunista Vanguardia Popular y el arzobispo de San José Víctor Manuel Sanabria Martínez y como parte de las Garantías Sociales.
Una ley pionera para la época, establece los derechos de los trabajadores que incluyen; jornada de ocho horas diarias, salario mínimo, prestaciones, derecho a sindicalizarse, pago de horas extra, cuando menos un día libre a la semana, vacaciones pagadas, derecho a cesantía y las razones específicas por las cuales un empleador puede despedir a un empleado sin responsabilidad patronal (es decir, sin pagar indemnizaciones).
Los derechos que implementa son universales e irrenunciables, aplican en toda parte del territorio costarricense a todos los trabajadores, incluyendo extranjeros que laboren en el país sin ser ciudadanos o menores de edad (los cuales, a su vez, el Código mismo regla que sólo pueden trabajar si son mayores de 15 años, con permiso de los padres y si sus labores no interrumpen los estudios) o que se encuentren privados de libertad. Su acatamiento es absolutamente obligatorio para todo patrono o empresa radicada en el país indistintamente de su nacionalidad u origen, y su incumplimiento puede acarrear sanciones como multas y penas de cárcel. El Estado, además, tiene el deber de velar por su aplicación mediante la supervisión del Ministerio de Trabajo y Seguridad Social.
Otros aspectos que reconoce el Código son; el derecho a la huelga, el derecho al trabajo que no puede ser negado con base a ningún tipo de discriminación y el derecho a la salud y obliga a los patronos a asegurar a sus empleados ante la Caja Costarricense del Seguro Social. También otorga derechos a lo patronos mismos, al estipular las normas de conducta que deben cumplir los trabajadores y las causas para la remosión de un empleado sin derechos laborales (salvo el pago de las horas laboradas hasta entonces y de lo acumulado en vacaciones).
La promulgación del Código generó prontamente la reacción de los grupos más conservadores del país y fue uno de los factores que llevó a la tercera y última guerra civil de Costa Rica, o «guerra del 48», si bien el bando vencedor liderado por José Figueres Ferrer no abrogó el Código de Trabajo ni las demás garantías sociales una vez en el poder, en parte gracias al acuerdo de paz negociado en los pactos de la Embajada de México y de Ochomogo. El Código de Trabajo siguió aplicándose a partir del primer gobierno de Figueres y todos los sucesores.